# Нова Села
Нова Села (словен. Nova Sela) — поселення в общині Костел, регіон Південно-Східна Словенія, Словенія. Висота над рівнем моря: 543,2 м.